# Medard Boss
Medard Boss (4. října 1903 St. Gallen – 21. prosince 1990 Zollikon) byl švýcarský psychiatr a psychoterapeut, představitel daseinsanalýzy.

## Život
Boss studoval medicínu v Curychu, pod vlivem E. Bleulera se rozhodl pro psychiatrii a v roce 1925 se podrobil analýze u S. Freuda. Od roku 1928 byl asistentem prof. Bleulera a v letech 1938–1948 pravidelně spolupracoval s C. G. Jungem. Později navázal na daseinsanalýzu švýcarského psychiatra L. Binswangera (1881–1966) – pokus doplnit psychoanalytickou metodu hlubším filosofickým porozuměním pro pacienta. Roku 1947 se habilitoval a seznámil s M. Heideggerem, což mělo pro oba značný význam. Na základě Heideggerovy analýzy pobytu vytvořil Boss terapeutický postup, který nehledá skryté příčiny pacientových nesnází, nýbrž bere jeho výpovědi vážně a snaží se mu zprostředkovat porozumění jeho lidské situaci, zejména jeho starosti, konečnosti a smrtelnosti. Heidegger se pravidelně účastnil tzv. Zollikonských seminářů, které Boss ve svém domě pořádal, a našel zde inspiraci pro řadu svých myšlenek.

## Myšlení
Podle Bosse je duševní choroba výrazem lidské konečnosti a vyžaduje pomoc terapeuta v tom, že ukáže pacientovi cestu, jak této situaci rozumět a vyrovnat se s ní. Vedle klasického „přenosu“ zde hraje roli i spolubytí s druhým, které také k lidskému pobytu nutně patří. Proto Boss chápal pacienta jako rovnocenného partnera v analytickém rozhovoru, v němž se mu snažil pomoci pochopit jeho vlastní svět tak, aby si do něho dovedl zařadit i své obtíže.
Boss byl hostujícím profesorem na mnoha univerzitách v Indii, v Indonésii, v USA (Harvard 1963, 1965 a 1967), v Brazílii a v Argentině. Byl předsedou Švýcarské společnosti pro daseinsanalýzu a nositelem řady cen. Do českého prostředí přinesl Bossovy myšlenky Jiří Němec a rozvíjel je na psychologických seminářích, jichž se občas účastnil také Jan Patočka. O propagaci Bossova díla se zasloužil také psycholog Oldřich Čálek.